# Ladislav Ledecký
Ladislav Ledecký (2. dubna 1930 – 15. července 2012) byl český fotbalista a fotbalový trenér.

## Fotbalová kariéra
V československé lize hrál za ATK Praha a Sparta ČKD Praha, kam v roce 1951 přestoupil ze Slavie. Se Spartou získal v roce 1952 mistrovský titul.

## Ligová bilance
| Ročník                                     | Zápasy | Góly | Klub             |
| ------------------------------------------ | ------ | ---- | ---------------- |
| Celostátní československé mistrovství 1950 | -      | 1    | ATK Praha        |
| Mistrovství československé republiky 1951  | -      | 0    | Sparta ČKD Praha |
| Mistrovství československé republiky 1952  | -      | -    | Sparta ČKD Praha |
| CELKEM                                     | -      | -    |                  |

## Trenérská kariéra
Jako trenér a asistent působil v lize v Bohemians Praha. Ne přelomu osmdesátých a devadesátých let trénoval reprezentační výběru U16 až U21.